# Lista craterelor de impact din America de Nord
Această listă de cratere de impact din America de Nord, include toate craterele de impact confirmate astfel cum sunt enumerate în Earth Impact Database. Aceste cratere au fost cauzate de coliziunile meteoriților mari sau cometelor cu Pământul. Pentru craterele erodate sau îngropate, diametrul declarat de obicei se referă la o estimare a diametrului jantei originale, și poate să nu corespundă cu caracteristicile aflate azi la suprafață. 

## Canada
| Nume                     | Locație               | Diametru (km) | Vârstă (milioane ani) | Coordonate                            |
| ------------------------ | --------------------- | ------------- | --------------------- | ------------------------------------- |
| Brent                    | Ontario               | 3,8           | 396 ± 20              | 46°5′N 78°29′V / 46.083°N 78.483°V    |
| Carswell                 | Saskatchewan          | 39            | 115 ± 10              | 58°27′N 109°30′V / 58.450°N 109.500°V |
| Charlevoix               | Quebec                | 54            | 342 ± 15              | 47°32′N 70°18′V / 47.533°N 70.300°V   |
| Couture                  | Quebec                | 8             | 430 ± 25              | 60°8′N 75°20′V / 60.133°N 75.333°V    |
| Deep Bay                 | Saskatchewan          | 13            | 99 ± 4                | 56°24′N 102°59′V / 56.400°N 102.983°V |
| Eagle Butte              | Alberta               | 10            | < 65                  | 49°42′N 110°30′V / 49.700°N 110.500°V |
| Elbow                    | Saskatchewan          | 8             | 395 ± 25              | 50°59′N 106°43′V / 50.983°N 106.717°V |
| Gow                      | Saskatchewan          | 4             | < 250                 | 56°27′N 104°29′V / 56.450°N 104.483°V |
| Haughton                 | Insula Devon, Nunavut | 23            | 39                    | 75°23′N 89°40′V / 75.383°N 89.667°V   |
| Holleford                | Ontario               | 2,35          | 550 ± 100             | 44°28′N 76°38′V / 44.467°N 76.633°V   |
| Île Rouleau              | Quebec                | 4             | < 300                 | 50°41′N 73°53′V / 50.683°N 73.883°V   |
| La Moinerie              | Quebec                | 8             | 400 ± 50              | 57°26′N 66°37′V / 57.433°N 66.617°V   |
| Lac à l'Eau Claire Est   | Quebec                | 26            | 290 ± 20              | 56°04′N 74°06′V / 56.067°N 74.100°V   |
| Lac à l'Eau Claire Ouest | Quebec                | 36            | 290 ± 20              | 56°13′N 74°30′V / 56.217°N 74.500°V   |
| Manicouagan              | Quebec                | 100           | 214 ± 1               | 51°23′N 68°42′V / 51.383°N 68.700°V   |
| Maple Creek              | Saskatchewan          | 6             | < 75                  | 49°48′N 109°6′V / 49.800°N 109.100°V  |
| Mistastin                | Labrador              | 28            | 36,4 ± 4              | 55°53′N 63°18′V / 55.883°N 63.300°V   |
| Montagnais               | Noua Scoție           | 45            | 50,50 ± 0,76          | 42°53′N 64°13′V / 42.883°N 64.217°V   |
| Nicholson                | Northwest Territories | 12,5          | < 400                 | 62°40′N 102°41′V / 62.667°N 102.683°V |
| Pilot                    | Northwest Territories | 6             | 445 ± 2               | 60°17′N 111°0′V / 60.283°N 111.000°V  |
| Pingualuit               | Quebec                | 3,44          | 1,4 ± 0,1             | 61°17′N 73°40′V / 61.283°N 73.667°V   |
| Presqu'île               | Quebec                | 24            | < 500                 | 49°43′N 74°48′V / 49.717°N 74.800°V   |
| Saint Martin             | Manitoba              | 40            | 220 ± 32              | 51°47′N 98°32′V / 51.783°N 98.533°V   |
| Insulele Slate           | Ontario               | 30            | about 450             | 48°40′N 87°0′V / 48.667°N 87.000°V    |
| Steen River              | Alberta               | 25            | 91 ± 7                | 59°30′N 117°38′V / 59.500°N 117.633°V |
| Sudbury                  | Ontario               | 250           | 1850 ± 3              | 46°36′N 81°11′V / 46.600°N 81.183°V   |
| Viewfield                | Saskatchewan          | 2,5           | 190 ± 20              | 49°35′N 103°4′V / 49.583°N 103.067°V  |
| Wanapitei                | Ontario               | 7,5           | 37,2 ± 1,2            | 46°45′N 80°45′V / 46.750°N 80.750°V   |
| West Hawk                | Manitoba              | 2,44          | 351 ± 20              | 49°46′N 95°11′V / 49.767°N 95.183°V   |

## Mexic
| Nume      | Locație        | Diametru | Vârstă (ani)          | Coordonate                          |
| --------- | -------------- | -------- | --------------------- | ----------------------------------- |
| Chicxulub | Yucatan, Mexic | 170 km   | 64,98 ± 0,05 milioane | 21°20′N 89°30′V / 21.333°N 89.500°V |

## Statele Unite ale Americii
| Nume           | Locație        | Diametru   | Vârstă (milioane ani) | Coordonate                            |
| -------------- | -------------- | ---------- | --------------------- | ------------------------------------- |
| Ames           | Oklahoma       | 16 km      | 470 ± 30              | 36°15′N 98°12′V / 36.250°N 98.200°V   |
| Avak           | Alaska         | 12 km      | < 95                  | 71°15′N 156°30′V / 71.250°N 156.500°V |
| Barringer      | Arizona        | 1,19 km    | 0,049 ± 0,003         | 35°2′N 111°1′V / 35.033°N 111.017°V   |
| Beaverhead     | Idaho, Montana | 60 km      | 600                   | 44°15′N 114°0′V / 44.250°N 114.000°V  |
| Calvin         | Michigan       | 8,5 km     | 450 ± 10              | 41°50′N 85°57′V / 41.833°N 85.950°V   |
| Chesapeake Bay | Virginia       | 90 km      | 35,5 ± 0,3            | 37°17′N 76°1′V / 37.283°N 76.017°V    |
| Cloud Creek    | Wyoming        | 7 km       | 190 ± 30              | 43°7′N 106°45′V / 43.117°N 106.750°V  |
| Crooked Creek  | Missouri       | 7 km       | 320 ± 80              | 37°50′N 91°23′V / 37.833°N 91.383°V   |
| Decaturville   | Missouri       | 6 km       | < 300                 | 37°54′N 92°43′V / 37.900°N 92.717°V   |
| Des Plaines    | Illinois       | 8 km       | < 280                 | 42°3′N 87°52′V / 42.050°N 87.867°V    |
| Flynn Creek    | Tennessee      | 3,8 km     | 360 ± 20              | 36°17′N 85°40′V / 36.283°N 85.667°V   |
| Glasford       | Illinois       | 4 km       | < 430                 | 40°36′N 89°47′V / 40.600°N 89.783°V   |
| Glover Bluff   | Wisconsin      | 8 km       | < 500                 | 43°58′N 89°32′V / 43.967°N 89.533°V   |
| Haviland       | Kansas         | 0,015 km   | < 0,001               | 37°35′N 99°10′V / 37.583°N 99.167°V   |
| Kentland       | Indiana        | 13 km      | < 97                  | 40°45′N 87°24′V / 40.750°N 87.400°V   |
| Manson         | Iowa           | 35 km      | 73,8 ± 0,3            | 42°35′N 94°33′V / 42.583°N 94.550°V   |
| Marquez        | Texas          | 12,7 km    | 58 ± 2                | 31°17′N 96°18′V / 31.283°N 96.300°V   |
| Middlesboro    | Kentucky       | 6 km       | < 300                 | 36°37′N 83°44′V / 36.617°N 83.733°V   |
| Newporte       | North Dakota   | 3,2 km     | < 500                 | 48°58′N 101°58′V / 48.967°N 101.967°V |
| Odessa         | Texas          | 0,168 km   | < 0,050               | 31°45′N 102°29′V / 31.750°N 102.483°V |
| Red Wing       | North Dakota   | 9 km       | 200 ± 25              | 47°36′N 103°33′V / 47.600°N 103.550°V |
| Rock Elm       | Wisconsin      | 6 km       | < 505                 | 44°43′N 92°14′V / 44.717°N 92.233°V   |
| Santa Fe       | New Mexico     | necunoscut | 1.500 ± 100           | 39°2′N 83°24′V / 39.033°N 83.400°V    |
| Serpent Mound  | Ohio           | 8 km       | < 320                 | 39°2′N 83°24′V / 39.033°N 83.400°V    |
| Sierra Madera  | Texas          | 13 km      | < 100                 | 30°36′N 102°55′V / 30.600°N 102.917°V |
| Upheaval Dome  | Utah           | 10 km      | < 170                 | 38°26′N 109°56′V / 38.433°N 109.933°V |
| Wells Creek    | Tennessee      | 12 km      | 200 ± 100             | 36°23′N 87°40′V / 36.383°N 87.667°V   |
| Wetumpka       | Alabama        | 6,5 km     | 81,0 ± 1,5            | 32°31′N 86°10′V / 32.517°N 86.167°V   |

## Cratere de impact neconfirmate
Craterele următoarele sunt considerate oficial „neconfirmate”, deoarece acestea nu sunt listate în Earth Impact Database. Din cauza unor cerințe stricte cu privire la probe, craterele nou-descoperite sau cele pentru care este dificil să se colecteze probe sunt, în general cunoscute cu ceva timp înainte de a deveni listate.
| Nume                      | Locație             | Diametru   | Vârstă (ani)          | Coordonate                          | Probabilitate |
| ------------------------- | ------------------- | ---------- | --------------------- | ----------------------------------- | ------------- |
| Craterul Alamo            | Nevada, SUA         | necunoscut | 367 milioane          |                                     | 0 (confirmat) |
| Structura Gatun           | Panama              | 2,7–3,0 km | 20 milioane           | 09°06′N 79°47′V / 9.100°N 79.783°V  | 2 (probabil)  |
| Jeptha Knob               | Kentucky, SUA       | 4,3 km     | 425 milioane          | 38°11′N 85°07′V / 38.183°N 85.117°V | 2 (probabil)  |
| Panther Mountain          | New York, SUA       | 10 km      | 375 milioane          | 42°03′N 74°24′V / 42.050°N 74.400°V | 2 (probabil)  |
| Snows Island              | South Carolina, SUA | 11 km      | necunoscută           | 33°49′N 79°22′V / 33.817°N 79.367°V | 2 (probabil)  |
| Toms Canyon               | New Jersey, SUA     | 22 km      | 35 milioane           | 39°08′N 72°51′V / 39.133°N 72.850°V | 2 (probabil)  |
| Structura Insula Victoria | California, SUA     | 5,5 km     | 37–49 milioane        | 37.8899253ºN, 121.5346722ºV         | 2 (probabil)  |
| Weaubleau-Osceola         | Missouri, SUA       | 15–20 km   | 325,0 ± 15,0 milioane | 37°59′N 93°38′V / 37.983°N 93.633°V | 2 (probabil)  |